# Landgrafenstein

Der Landgrafenstein

Der Landgrafenstein ist ein historischer Gedenkstein in der hessischen Gemeinde Schlangenbad. Er wurde Anfang des 19. Jahrhunderts aufgestellt und erinnert an den hessisch-homburgischen Landgrafen Friedrich V., der an dieser Stelle am 7. August 1810 sechs seiner Söhne verabschiedete, die in den Kampf gegen Napoleon zogen. Der Landgraf war zwischen 1780 und seinem Tod im Jahr 1820 regelmäßiger Kurgast in Schlangenbad. 
Ursprünglich hatte der Stein inmitten der nach Langenschwalbach führenden Allee gestanden. Erst später wurde er an seinen heutigen Standort oberhalb des Talgrundes des Warmen Baches versetzt.
Geschaffen wurde der Stein in Form eines bauchigen Balusters. An seiner Stirnseite steht inmitten eines stilisierten Lorbeerkranzes die Inschrift:
| VALETE VII. AUG. MDCCCX | Lebt wohl 7. August 1810 |

Koordinaten: 50° 5′ 37,3″ N, 8° 5′ 40,1″ O